# 이반 6세
이반 6세(Иван VI, 1740년 8월 13일 ~ 1764년 7월 15일)는 러시아 제국의 황제(1740년 ~ 1741년)다. 로마노프 왕조의 5번째 군주로, 본명은 이반 안토노비치 로마노프(러시아어: Иоанн Антонович Рома́нов)다.

## 생애
1740년 8월 13일 안나 이바노브나 여제의 이질녀인 메클렌부르크의 공녀 안나 레오폴도브나와 브라운슈바이크-볼펜뷔텔 공작 안톤 울리히 사이에 태어난 아들로, 이반 5세의 외외증손자다.
1740년 10월 17일 안나의 유언에 따라 러시아의 황제로 선포되었다. 통치기간 동안 섭정자로서 비론이 임명되었다. 그 해 11월 9일에 일어난 미니흐의 혁명 이후 섭정 황제의 모후 안나 레오폴도브나가 새 섭정을 맡았다. 옐리자베타 페트로브나가 귀족들을 이끌고 혁명을 일으킨 결과 1741년 11월 25일에 이반 6세는 제위에서 물러났다. 옐리자베타는 처음에는 이반 6세와 그의 가족들을 독일에 있는 사가로 추방하라는 지시를 내렸으나, 당시 대외적으로 전쟁 중인 시기여서 혼란이 올 가능성이 있었기 때문에 곧 이를 취소해버렸다. 이러한 이유로 모든 가족들이 붙잡혀서 여러 곳을 전전하다가 홀모고르이에 4년 동안 근친들로부터 격리되었다.
16살에 이반 6세는 최종적으로 실리셀부르크 요새로 유폐되었는데, 그의 이름이 그곳의 요새지기에조차 알려지지 않을 정도로 외부 세계와의 어떠한 접촉도 엄격히 금지되었다. 1762년 요새를 방문한 표트르 3세와 예카테리나 2세는 이반 6세의 의식주에 관한 규칙을 엄하게 할 것을 명령했으며, 그를 석방시킬 경우 살려두지 않겠다고 위협했다. 1764년 7월 5일 밤, 육군중위 미로비치가 이반 6세를 탈옥시키려고 했으나 발각되어 이반 6세는 살해되었고 시신은 실리셀부르크 요새에 매장되었다. 감옥에서 태어난 그의 형제자매들은 그의 왕고모인 덴마크의 줄리아나 왕대비의 보호하에 1780년에 덴마크로 보내졌지만 평생 감시를 받았고 정상적인 삶을 영위하지 못했다.
| 전임 안나 이바노브나 (재위 1730 - 1740) | 러시아의 군주 1740년 10월 17일 - 1741년 11월 25일 | 후임 옐리자베타 페트로브나 (재위 1741 - 1761) |

## 같이 보기
- 철가면